# Chongqing Liangjiang Athletic
El Chongqing Liangjiang Athletic (en chino tradicional, 重慶兩江競技; en chino simplificado, 重庆两江竞技; pinyin, Chóngqìng Liǎngjiāng Jìngjì) fue un club de fútbol con sede en la ciudad china de Chongqing, que militó en la Primera División del país.

## Historia
Fue fundado en el año 1995 en la ciudad de Chongqing con el nombre Qianwei, hasta que en el año 2000 se fusionaron con el Chongqing Hongyan para crear al Chongqing Lifan luego de pagar más de 55 millones de yuanes, logrando ese año su primer logro importante, ganar la Copa FA de China tras vencer 1-4 al Beijing Guoan en la final, dirigidos por el coreano Lee Jang-Soo.
Han tenido varios nombres a lo largo de su historia, los cuales han sido:
- 1995: Qianwei (Vanguard) Wuhan (前卫武汉)
- 1995: Qianwei (Vanguard) FC (前卫俱乐部)
- 1996–98: Qianwei (Vanguard) Huandao (前卫寰岛)
- 1999-00: Chongqing Longxin (重庆隆鑫)
- 2000–02: Chongqing Lifan (重庆力帆)
- 2003: Chongqing Lifan Xinganjue (重庆力帆新感觉)
- 2004: Chongqing Qiche (重庆奇伡)
- 2005–16: Chongqing Lifan (重庆力帆)
- 2017–20: Chongqing Dangdai Lifan (重庆当代力帆)
- 2021–: Chongqing Liangjiang Athletic (重庆两江竞技)[5]

En la temporada 2003 descendieron a la China League One, y en su intento de retornar a la máxima categoría se fusionaron con el Yunnan Hongta, mientras que el Hunan Corun Group compró los derechos del club en el segundo nivel por 20 millones de yuanes para refundarse como Hunan Xiangjun.
Chongqing tuvo una mala temporada 2006 y descendió a la League One. En 2008 fue subcampeón y retornó a la Superliga, pero en 2010 descendió nuevamente. En 2014 fue campeón y retornó a la Superliga. En 2015 ganó la primera edición de la Copa Nacional China, y obtuvo el octavo puesto de campeonato, con un promedio de 37.595 espectadores por partido.

## Palmarés

### Campeonatos nacionales
- Segunda División de China (2): 1996 y 2014
- Copa FA de China: (1) 2000
- Copa Nacional China: (1) 2015
- Subcampeón de la Supercopa de China (1): 2000

### Campeonatos internacionales
- Cuarto lugar de la Recopa de la AFC (1): 2001-02

### Torneos amistosos
- Subcampeón del Trofeo del Olivo (1): 2017

## Participación en competiciones de la AFC
| Temporada | Torneo           | Ronda            | Club                   | Casa | Visita | Global      |
| --------- | ---------------- | ---------------- | ---------------------- | ---- | ------ | ----------- |
| 2001/02   | Recopa de la AFC | 2                | Cong An                | 8-1  | 1-0    | 9-1         |
| 2001/02   | Recopa de la AFC | Cuartos de final | Home United FC         | 2-0  | 2-0    | 4-0         |
| 2001/02   | Recopa de la AFC | Semifinales      | Jeonbuk Hyundai Motors |      |        | 0-2         |
| 2001/02   | Recopa de la AFC | Tercer lugar     | Al-Sadd                |      |        | 0-0 (6-7 p) |

## Entrenadores
- Klaus Schlappner (1996-1997)
- Lee Jang-Soo (1998-2001)
- Edson Tavares (2002-2003)
- Milos Hrstic (2003)
- Yu Dongfeng (2004)
- Viorel Hizo (2004-2005)
- Ma Lin (2005)
- Xu Hong (2006)
- Wei Xin (2007-2009)
- Arie Haan (2009)
- Wei Xin (interino) (2009-2010)
- Li Shubin (2010)
- Liu Jingbiao (2011)
- Lawrie McKinna (2012)
- Tang Yaodong (2012)
- Wang Baoshan (2013-2015)
- Chang Woe-Ryong (2016–2017)
- Paulo Bento (2018)[8]
- Hao Haitao (interino) (2018)[8]
- Jordi Cruyff (2018–2019)[2][3]
- Chang Woe-Ryong (2020–)

## Jugadores

### Altas y bajas 2018-19 (verano)
| Altas               | Altas          | Altas           | Altas     | Altas        |
| Jugador             | Posición       | Procedencia     | Tipo      | Costo        |
| ------------------- | -------------- | --------------- | --------- | ------------ |
| Adrian Mierzejewski | Centrocampista | Changchun Yatai | Fichaje.  | --           |
| Jiang Zhe           | Defensa        | Changchun Yatai | Traspaso. | No revelado. |

| Bajas   | Bajas    | Bajas        | Bajas                  | Bajas |
| Jugador | Posición | Destino      | Tipo                   | Costo |
| ------- | -------- | ------------ | ---------------------- | ----- |
| Liu Yu  | Defensa  | Agente libre | Rescisión de contrato. | --    |